# Kanton Bacqueville-en-Caux
Der Kanton Bacqueville-en-Caux war bis 2015 ein französischer Wahlkreis im Arrondissement Dieppe, im Département Seine-Maritime und in der Region Haute-Normandie; sein Hauptort war Bacqueville-en-Caux, Vertreter im Generalrat des Départements war zuletzt von 2004 bis 2015 Martial Hauguel (DVD). 
Der die Wahlberechtigten aus 25 Gemeinden umfassende Kanton war 127,55 km² groß und hatte 11.466 Einwohner (Stand: 2012). 

## Gemeinden
| Gemeinde             | Einwohner Jahr | Fläche km² | Bevölkerungsdichte | Code INSEE | Postleitzahl |
| -------------------- | -------------- | ---------- | ------------------ | ---------- | ------------ |
| Auppegard            | 731 (2013)     | –          | – Einw./km²        | 76036      | 76730        |
| Auzouville-sur-Saâne | 154 (2013)     | –          | – Einw./km²        | 76047      | 76730        |
| Avremesnil           | 1025 (2013)    | –          | – Einw./km²        | 76050      | 76730        |
| Bacqueville-en-Caux  | 1867 (2013)    | –          | – Einw./km²        | 76051      | 76730        |
| Biville-la-Rivière   | 105 (2013)     | –          | – Einw./km²        | 76097      | 76730        |
| Brachy               | 761 (2013)     | –          | – Einw./km²        | 76136      | 76730        |
| Gonnetot             | 181 (2013)     | –          | – Einw./km²        | 76306      | 76730        |
| Greuville            | 377 (2013)     | –          | – Einw./km²        | 76327      | 76810        |
| Gruchet-Saint-Siméon | 710 (2013)     | –          | – Einw./km²        | 76330      | 76810        |
| Gueures              | 547 (2013)     | –          | – Einw./km²        | 76334      | 76730        |
| Hermanville          | 111 (2013)     | –          | – Einw./km²        | 76356      | 76730        |
| Lamberville          | 181 (2013)     | –          | – Einw./km²        | 76379      | 76730        |
| Lammerville          | 329 (2013)     | –          | – Einw./km²        | 76380      | 76730        |
| Lestanville          | 94 (2013)      | –          | – Einw./km²        | 76383      | 76730        |
| Luneray              | 2156 (2013)    | –          | – Einw./km²        | 76400      | 76810        |
| Omonville            | 271 (2013)     | –          | – Einw./km²        | 76485      | 76730        |
| Rainfreville         | 85 (2013)      | –          | – Einw./km²        | 76519      | 76730        |
| Royville             | 271 (2013)     | –          | – Einw./km²        | 76546      | 76730        |
| Saâne-Saint-Just     | 157 (2013)     | –          | – Einw./km²        | 76549      | 76730        |
| Saint-Mards          | 196 (2013)     | –          | – Einw./km²        | 76604      | 76730        |
| Saint-Ouen-le-Mauger | 272 (2013)     | –          | – Einw./km²        | 76629      | 76730        |
| Sassetot-le-Malgardé | 109 (2013)     | –          | – Einw./km²        | 76662      | 76730        |
| Thil-Manneville      | 571 (2013)     | –          | – Einw./km²        | 76690      | 76730        |
| Tocqueville-en-Caux  | 125 (2013)     | –          | – Einw./km²        | 76694      | 76730        |
| Vénestanville        | 182 (2013)     | –          | – Einw./km²        | 76731      | 76730        |

## Bevölkerungsentwicklung
| 1962 | 1968 | 1975 | 1982 | 1990   | 1999   | 2010   |
| ---- | ---- | ---- | ---- | ------ | ------ | ------ |
| 9048 | 9795 | 9461 | 9925 | 10.187 | 10.375 | 11.150 |